# Gai Sulpici Gal (cònsol 243 aC)
Gai Sulpici Gal (llatí: Gaius Sulpicius C. f. Ser. n. Gallus) va ser un magistrat romà que formava part de la gens Sulpícia.
Va arribar a la màxima magistratura de cònsol l'any 243 aC, càrrec que va exercir conjuntament amb Gai Fundani Fúndul, en plena guerra contra els cartaginesos.